# Okunjovka (vattendrag i Vitryssland)
Okunjovka (ryska: Окунёвка) är ett vattendrag i Belarus.   Det ligger i voblasten Vitsebsks voblast, i den norra delen av landet, 190 km norr om huvudstaden Minsk. Okunjovka ligger vid sjön Dryvjaty.
I omgivningarna runt Okunjovka växer i huvudsak blandskog. Runt Okunjovka är det glesbefolkat, med 16 invånare per kvadratkilometer.